# Krótki film o miłości
Krótki film o miłości (no Brasil, Não Amarás) é um filme de drama polonês de 1988 dirigido e escrito por Krzysztof Kieślowski. Foi selecionado como representante da Polônia à edição do Oscar 1989, organizada pela Academia de Artes e Ciências Cinematográficas.

## Elenco
- Grażyna Szapołowska - Magda
- Olaf Lubaszenko - Tomek
- Stefania Iwinska - avó
- Piotr Machalica - Roman
- Hanna Chojnacka - Miroslawa
- Artur Barcis
- Stanislaw Gawlik - carteiro